# Melanchra graphica
Melanchra graphica là một loài bướm đêm trong họ Noctuidae.